# Comercio de emisiones de carbono

Precios de derechos de emisión para el comercio de emisiones de carbono en todos los principales esquemas de comercio de emisiones en euros por tonelada de CO2 emitida (desde 2008 hasta agosto de 2024)

El comercio de emisiones de carbono (también llamado mercado de carbono, esquema de comercio de emisiones (ETS) o cap and trade) es un tipo de esquema de comercio de emisiones diseñado para el dióxido de carbono (CO2) y otros gases de efecto invernadero (GEI). Siendo una forma de evaluar el precio del carbono, su propósito es limitar el cambio climático mediante la creación de un mercado con derechos de emisión limitados. El comercio de emisiones de carbono es un método común que los países utilizan para intentar cumplir sus contribuciones determinadas a nivel nacional en virtud del Acuerdo de París, con esquemas operativos en China, la Unión Europea y otros países.
El comercio de derechos de emisión establece un límite total cuantitativo de las emisiones producidas por todos los emisores participantes, lo que determina en consecuencia los precios de las emisiones. Según el comercio de emisiones, un contaminador que tiene más emisiones que su cuota tiene que comprar el derecho a emitir más a los emisores con menos emisiones. Esto puede reducir la competitividad de los combustibles fósiles, que son el principal impulsor del cambio climático. En cambio, el comercio de emisiones de carbono puede acelerar las inversiones en energía renovable, como energía eólica y energía solar.: 12 
Sin embargo, estos esquemas generalmente no están armonizados con los presupuestos de carbono definidos que se requieren para mantener el calentamiento global por debajo de los umbrales críticos de 1,5 °C o "muy por debajo" de 2 °C. , con una sobreoferta provocando precios bajos de los derechos de emisión y, por tanto, sin casi ningún efecto sobre la quema de combustibles fósiles. Los derechos de emisión comerciales cubren actualmente un amplio rango de precios desde 7 euros por tonelada de CO2 en el esquema nacional de comercio de carbono de China a 63 € por tonelada de CO2 en el sistema de comercio de emisiones de la Unión Europea (EU-ETS), a septiembre de 2021.
También pueden comercializarse otros gases de efecto invernadero, pero se cotizan como múltiplos estándar del dióxido de carbono con respecto a su potencial de calentamiento global.

## Finalidad
El problema económico del cambio climático es que los emisores de gases de efecto invernadero (GEI) no afrontan los costes externos de sus acciones, que incluyen el bienestar presente y futuro de las personas, el entorno natural,  y el coste social del carbono. Esto puede abordarse con el modelo de precios dinámicos del comercio de derechos de emisión.
Un régimen de comercio de derechos de emisión de gases de efecto invernadero (GEI) funciona estableciendo derechos de propiedad para la atmósfera. La atmósfera es un bien público global, y las emisiones de GEI son una externalidad internacional. En la variante cap-and-trade del comercio de derechos de emisión, se define un límite de acceso a un recurso que se asigna a los usuarios en forma de permisos. El cumplimiento se establece comparando las emisiones reales con los permisos entregados. La fijación del límite afecta a la integridad medioambiental del comercio de carbono y puede tener efectos tanto positivos como negativos para el medio ambiente.
Los programas de comercio de derechos de emisión como el Sistema de comercio de derechos de emisión de la Unión Europea (EU-ETS) complementan el comercio entre países estipulado en el Protocolo de Kioto al permitir el comercio privado de permisos, coordinándose con los objetivos nacionales de emisiones previstos en el Protocolo de Kioto. En el marco de estos programas, una autoridad nacional o internacional asigna permisos a empresas concretas en función de criterios establecidos, con vistas a cumplir los objetivos al menor coste económico global.

## Historia
El comercio de emisiones de carbono comenzó en Río de Janeiro en 1992, cuando 160 países acordaron la Convención Marco de las Naciones Unidas sobre el Cambio Climático (CMNUCC). Los detalles necesarios se dejaron para la Conferencia de las Partes de la ONU (COP, por sus siglas en inglés).
En 1997, el Protocolo de Kioto fue el primer gran acuerdo para reducir los gases de efecto invernadero. 38 países desarrollados se comprometieron a establecer objetivos y calendarios. Las inflexibles limitaciones resultantes al crecimiento de los GEI podrían acarrear costes sustanciales si los países tuvieran que depender exclusivamente de sus propias medidas nacionales.
El comercio de emisiones de carbono aumentó rápidamente en 2021 con el inicio del régimen nacional de comercio de derechos de emisión de carbono de China. Los crecientes costos de los permisos en el régimen de comercio de derechos de emisión de la Unión Europea (RCDE UE, o EU ETS, por sus siglas en inglés)]] han tenido el efecto de aumentar los costos de la energía del carbón.
Un estudio de 2019 del American Council for an Energy Efficient Economy concluye que los esfuerzos para poner precio a las emisiones de gases de efecto invernadero están creciendo en Norteamérica. En 2021, los armadores se mostraron contrarios a ser incluidos en el RCCDE.

## Aspectos económicos e instrumentos
Los economistas suelen estar de acuerdo en que, para regular las emisiones de forma eficaz, todos los contaminadores deben hacer frente al coste social marginal total de sus acciones. La regulación de las emisiones aplicada sólo a un sector económico o región reduce drásticamente la eficacia de los esfuerzos para reducir las emisiones globales. Sin embargo, no existe consenso científico sobre cómo repartir los costes y beneficios de reducir el cambio climático futuro, o los costes y beneficios de la adaptación a cualquier cambio climático futuro. 

### Compensaciones y créditos de carbono
Una compensación de carbono es una reducción en las emisiones de dióxido de carbono o gases de efecto invernadero hecha para compensar una emisión efectuada en otro lugar.
Mediante este mecanismo, gobiernos, empresas o individuos prestan apoyo a iniciativas que reducen el CO2 de la atmósfera -como puede ser la plantación de árboles o la generación de energías renovables- con el objeto de compensar las emisiones que producen sus actividades económicas. 
Las compensaciones de carbono se miden en toneladas métricas de dióxido de carbono equivalente (CO2e) y pueden representar seis categorías primarias de gases de efecto invernadero: dióxido de carbono (CO2
), metano (CH4
), óxido de nitrógeno (I) (N2
O), fluorocarburos (PFC), hidrofluorocarbonos (HFC) y hexafluoruro de azufre (SF6
). Una compensación de carbono representa la reducción de una tonelada métrica de dióxido de carbono o su equivalente en otros gases de efecto invernadero.

### Fuga de carbono
Un régimen nacional de comercio de derechos de emisión de carbono está limitado en su jurisdicción reguladora. Por tanto, las emisiones de GEI pueden filtrarse a otra región o sector con menos regulación. En general, las fugas reducen la eficacia de los esfuerzos nacionales de reducción de emisiones. No obstante, las fugas también pueden ser de naturaleza negativa, aumentando la eficacia de los esfuerzos nacionales de reducción. Por ejemplo, un impuesto sobre el carbono aplicado únicamente a los países desarrollados podría dar lugar a una fuga positiva hacia los países en desarrollo. Sin embargo, también podría producirse una fuga negativa debido a los avances tecnológicos impulsados por la regulación nacional de los GEI, ayudando a reducir las emisiones incluso en regiones menos reguladas.
El estado actual del comercio de emisiones de carbono muestra que aproximadamente el 22% de las emisiones mundiales de efecto invernadero estarán cubiertas por 64 impuestos sobre el carbono y sistemas de comercio de emisiones en 2021. Las industrias intensivas en energía cubiertas por tales instrumentos pueden considerar la disparidad normativa entre jurisdicciones como una pérdida de competitividad. Por ello, pueden tomar decisiones estratégicas de producción que impliquen fugas de carbono. Para mitigar la fuga de carbono y sus efectos sobre el medio ambiente, los responsables políticos deben armonizar las políticas climáticas internacionales y ofrecer incentivos para evitar que las empresas trasladen su producción a regiones con normativas medioambientales más permisivas.
Los permisos de emisión gratuitos, concedidos a sectores vulnerables a la competencia internacional, son una forma de abordar la fuga de carbono actuando como un subsidio para el sector en cuestión. El Garnaut Climate Change Review consideró injustificada la asignación gratuita de permisos en cualquier circunstancia, argumentando que los gobiernos podrían hacer frente a fallos del mercado o reclamaciones de compensación de forma más transparente con los ingresos procedentes de la subasta total de permisos. 

### Ajuste de fronteras
Otra solución económicamente eficiente a la fuga de carbono es el ajuste en frontera,</ref> donde se fijan aranceles a los bienes importados de países menos regulados. Un problema de los ajustes fronterizos es que podrían utilizarse como disfraz del proteccionismo comercial. Es posible que algunos tipos de ajuste fronterizo tampoco impidan la fuga de emisiones.
El mecanismo de ajuste en frontera del carbono de la UE entra en vigor para 6 sectores en 2026.

### Mercado potencial mundial del carbono
El Acuerdo de París proporcionó una base jurídica para la creación de un mercado mundial del carbono, que tiene un papel potencialmente importante para detener el cambio climático. A principios de 2024, la idea avanzó un poco, ya que en la reunión de Bonn se crearon nuevas herramientas y órganos de supervisión. 
Las normas del sistema de comercio de emisiones de la Unión Europea incluyen la posibilidad de conectarlo con otros sistemas de comercio. Esto ya ha ocurrido con el sistema de comercio de derechos de emisión de Suiza. China expresó su apoyo a un mercado mundial del carbono, afirmando que es mejor que el mecanismo de ajuste fronterizo del carbono de la UE.
En 2023, el valor global de los mercados de carbono fue de 948.750 millones de dólares. Se espera que alcance los 2,68 billones de dólares en 2028  y 22 billones para 2050.

## Asignación de permisos
Los permisos de emisión negociables pueden concederse a las empresas, dentro de un régimen de comercio de derechos de emisión, de dos formas principales: mediante la asignación gratuita de permisos a los emisores existentes o mediante subasta. En el primer caso, el gobierno no recibe ingresos por el carbono. En el segundo, recibe el valor total de los permisos, por término medio. En ambos casos, los permisos serán igual de escasos y valiosos para los participantes en el mercado, de modo que el precio de venta será el mismo en ambos casos.[cita requerida]
En general, los emisores se beneficiarán de los permisos que se les asignen gratuitamente. Pero si deben pagar, sus beneficios se reducirán. Si el precio del carbono es igual al verdadero coste social del carbono, la reducción de beneficios a largo plazo reflejará las consecuencias de pagar este nuevo coste. Si tener que pagar este coste es inesperado, es probable que se produzca una pérdida puntual debida al cambio de normativa y no simplemente al pago del coste real del carbono. Sin embargo, si se avisa con antelación de este cambio, o si el precio del carbono se introduce gradualmente, este coste normativo puntual se reducirá al mínimo. En la actualidad, se ha notificado el precio del carbono con suficiente antelación como para que este efecto sea insignificante por término medio.[cita requerida]

### Derechos adquiridos (Grandfathering)
La asignación de permisos en función de las emisiones pasadas se denomina "derechos adquiridos". Los derechos adquiridos pueden dar lugar a incentivos perversos, como que una empresa reciba menos permisos en el futuro por pretender reducir drásticamente sus emisiones. Otro método de derechos adquiridos consiste en basar las asignaciones en la producción actual de bienes económicos en lugar de en las emisiones históricas. Con este método de asignación, el gobierno establecerá un nivel de referencia de emisiones para cada bien que se considere suficientemente expuesto al comercio y asignará unidades a las empresas en función de su producción de este bien. Sin embargo, la asignación de permisos en proporción a la producción subvenciona implícitamente la producción.
El Informe Garnaut sobre el cambio climático señaló que los permisos de derechos adquiridos no son gratuitos. Como los permisos son escasos, tienen valor, y el emisor adquiere íntegramente el beneficio de ese valor. El coste se impone en otra parte de la economía, normalmente a los consumidores que no pueden repercutir los costes: El coste de un permiso con derechos adquiridos puede considerarse el coste de oportunidad de no vender el permiso por su valor total. Como resultado, las empresas que maximizan beneficios y reciben permisos gratuitos subirán los precios a los clientes debido al nuevo coste distinto de cero de las emisiones. De este modo, los contaminadores con permiso tienen un incentivo para reducir sus emisiones. Sin embargo, dado que el tope reduce la producción y a menudo hace que la empresa incurra en costes para aumentar la eficiencia, los beneficios inesperados serán inferiores al valor total de sus permisos gratuitos.
El sistema de derechos adquiridos también puede ralentizar el desarrollo tecnológico hacia tecnologías menos contaminantes. El Informe Garnaut señalaba que cualquier método de asignación gratuita de permisos tendrá las desventajas de su elevada complejidad, los altos costes de transacción, los juicios basados en valores y el uso de líneas de base arbitrarias para las emisiones. Garnaut también señalaba que la complejidad de la asignación gratuita y las grandes cantidades de dinero implicadas fomentan comportamientos rent-seeking no productivos y presiones a los gobiernos, actividades que disipan el valor económico.
Al mismo tiempo, la asignación de permisos puede utilizarse como medida para proteger a las empresas nacionales expuestas internacionalmente a la competencia. Esto ocurre cuando las empresas nacionales compiten con otras que no están sujetas a la misma regulación. Este argumento a favor de la asignación de permisos se ha utilizado en el RCDE, donde se han concedido permisos gratuitos a industrias consideradas expuestas internacionalmente.
La Asociación de Transporte Aéreo Internacional, cuyas 230 aerolíneas miembros comprenden el 93% de todo el tráfico internacional, sostiene que los niveles de emisiones deberían basarse en promedios de la industria en lugar de utilizar los niveles de emisiones anteriores de las compañías individuales para establecer sus futuras asignaciones de permisos, afirmando que "penalizaría a las aerolíneas que tomaron medidas tempranas para modernizar sus flotas, mientras que un enfoque de evaluación comparativa, si se diseña correctamente, recompensaría las operaciones más eficientes".

### Subasta
Hepburn et al. afirman que, empíricamente, las empresas tienden a oponerse a la subasta de permisos de emisión, mientras que los economistas recomiendan casi uniformemente la subasta de permisos. La subasta de permisos proporciona al gobierno ingresos, que pueden utilizarse para financiar inversiones bajas en carbono y recortes en impuestos distorsionadores. Por tanto, la subasta de permisos puede ser más eficaz y equitativa que la asignación de permisos. Garnaut afirmó que la subasta completa proporcionará una mayor transparencia y responsabilidad y reducirá los costes de aplicación y transacción, ya que los gobiernos conservan el control sobre los ingresos procedentes de los permisos. Las subastas de unidades son más flexibles a la hora de distribuir los costes, proporcionan más incentivos para la innovación, reducen las discusiones políticas sobre la asignación de rentas económicas y reducen las distorsiones fiscales. El reciclaje de los ingresos procedentes de las subastas de permisos también podría compensar una proporción significativa de los costes sociales para toda la economía de un régimen de comercio de derechos de emisión con fijación previa de límites máximos.
El incentivo perverso del grandfathering o asignación de derechos adquiridos puede paliarse mediante la subasta de los mismos.

### Nivel de oferta de permisos
Los organismos reguladores corren el riesgo de emitir demasiados créditos de emisión, lo que puede dar lugar a un precio muy bajo de los permisos de emisión. Esto reduce el incentivo que tienen las empresas obligadas a emitir permisos para reducir sus emisiones. Por otro lado, conceder muy pocos permisos puede dar lugar a un precio excesivamente alto. Se ha defendido un instrumento híbrido con un precio mínimo y un precio máximo. Sin embargo, un valor de seguridad precio-techo elimina la certeza de un límite cuantitativo concreto de emisiones.

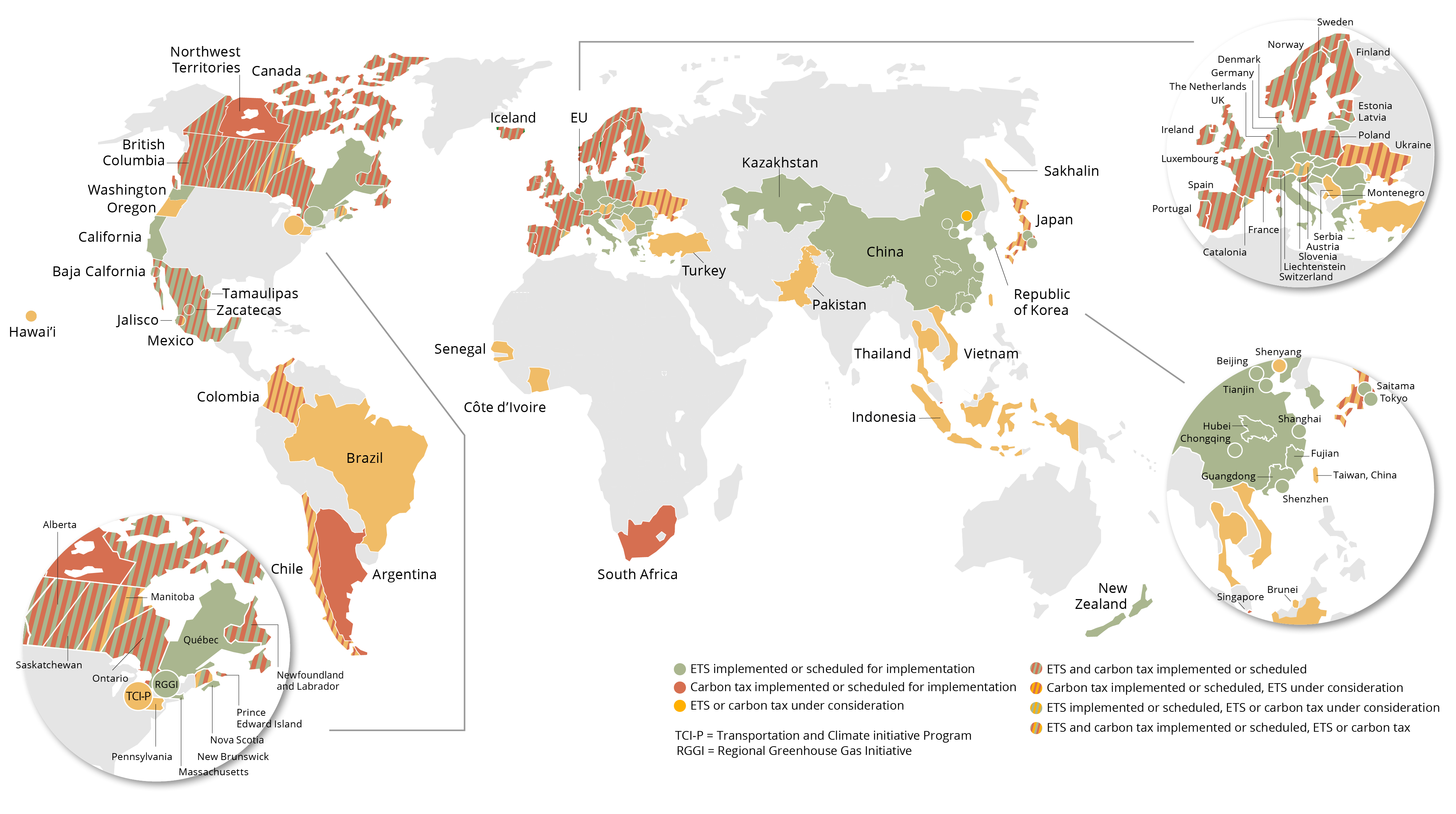
Comercio de derechos de emisión e impuestos sobre el carbono en todo el mundo (2021)
Impuesto sobre el carbono implantado o programado
Implantación o programación del comercio de derechos de emisión de carbono
Comercio de emisiones de carbono o impuesto sobre el carbono en estudio

## Críticas

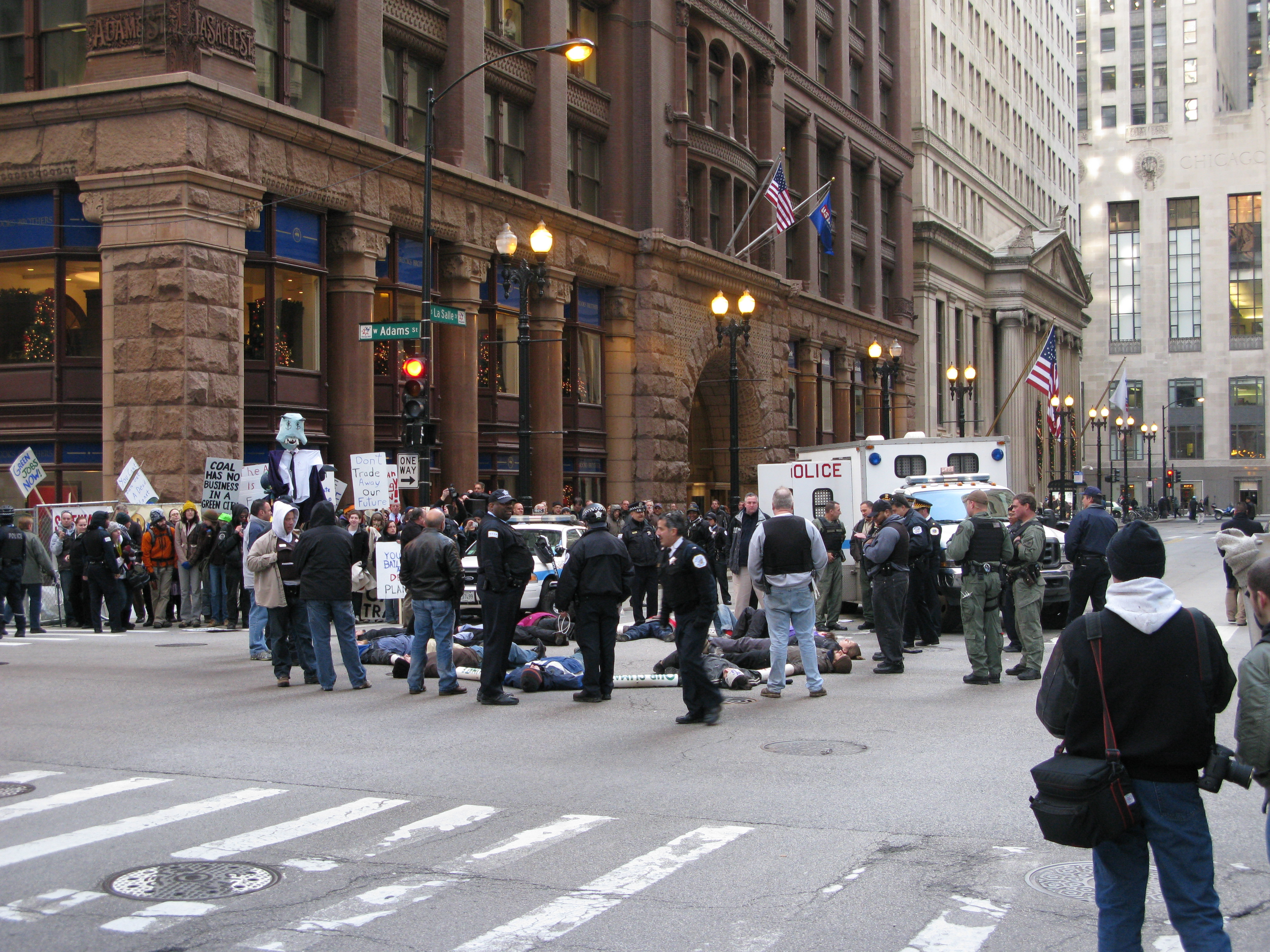
Activistas de Chicago por la justicia climática protestan contra la legislación sobre límites máximos y comercio de emisiones frente al edificio Chicago Climate Exchange en Chicago Loop.

El comercio de derechos de emisión ha sido criticado por varias razones. Por un lado, se ha argumentado que el cambio climático requiere soluciones más radicales que los sistemas de comercio de derechos de emisión, y que deben realizarse cambios sistémicos para reducir el uso de combustibles fósiles. Al mismo tiempo, se ha considerado que los créditos de carbono permiten a las grandes empresas contaminar el medio ambiente a expensas de las comunidades locales. El comercio de carbono también ha sido criticado como una forma de colonialismo, en la que los países ricos mantienen sus niveles de consumo mientras obtienen créditos por el ahorro de carbono en proyectos industriales ineficientes.
Grupos como The Corner House han argumentado que el mercado elegirá los medios más fáciles para ahorrar una cantidad determinada de carbono a corto plazo, que pueden ser diferentes de los medios para reducir el cambio climático.[cita requerida] En septiembre de 2010, el grupo de campaña FERN publicó "Trading Carbon: How it works and why it is controversial" que recopila muchos de los argumentos en contra del comercio de carbono. Según Carbon Trade Watch, el comercio de carbono ha tenido un "historial desastroso". Se criticó la eficacia del RCDE UE y se argumentó que el mecanismo de desarrollo limpio (MDL) había favorecido sistemáticamente "proyectos inefectivos desde el punto de vista medioambiental e injustos desde el punto de vista social".
Algunos grupos han afirmado que pueden registrarse reducciones de emisiones inexistentes en virtud del Protocolo de Kioto debido al excedente de derechos de emisión que poseen algunos países. Por ejemplo, Rusia tenía un excedente de derechos de emisión debido a su colapso económico tras el fin de la Unión Soviética. Otros países podrían haber comprado estos derechos a Rusia, pero esto no habría reducido las emisiones. En la práctica, en 2010, las Partes de Kioto aún no habían optado por no comprar estos derechos de emisión excedentes.
La complejidad de los sistemas de fijación de límites máximos y comercio de derechos de emisión (cap and trade) en todo el mundo ha dado lugar a incertidumbres en torno a dichos sistemas en Australia, Canadá, China, la UE, India, Japón, Nueva Zelanda y Estados Unidos. Como resultado, algunas organizaciones han tenido pocos incentivos para innovar y cumplirlos, lo que ha dado lugar a una batalla constante de impugnación de las partes interesadas durante las dos últimas décadas.
Entre las propuestas de sistemas alternativos para evitar los problemas de los sistemas de límites máximos y comercio figuran Cap and Share, que fue estudiado por el Parlamento irlandés en 2008, y los sistemas Sky Trust.
El comercio de emisiones de carbono sin ajustes fronterizos para las exportaciones conduce a una menor competitividad mundial de los productos intensivos en carbono.

### Abusos
El Financial Times publicó un artículo sobre los sistemas de comercio de emisiones con fijación previa de límites máximos, en el que se afirmaba que "los mercados de carbono crean un embrollo" y "...dejan mucho margen para manipulaciones no verificables". Los regímenes de comercio de derechos de emisión también han sido criticados por su potencial para crear un nuevo mercado de especulativo mediante la mercantilización de los riesgos medioambientales a través de derivados financieros. 
El documental de Annie Leonard de 2009, The story of Cap and Trade, criticó el comercio de emisiones de carbono por los permisos gratuitos a los grandes contaminadores que les dan ventajas injustas, el engaño en relación con las compensaciones de carbono, y por ser una distracción en la búsqueda de otras soluciones. 
En China, algunas empresas iniciaron la producción artificial de gases de efecto invernadero con el único propósito de reciclar y obtener créditos de carbono. En la India se produjeron prácticas similares. Los créditos obtenidos se vendieron a empresas de Estados Unidos y Europa.
Los regímenes de comercio de emisiones de carbono de empresas y gobiernos se han modificado de forma que se ha atribuido a que permiten el blanqueo de capitales.

## Ejemplos por país

### Australia
En 2003, el Gobierno de Nueva Gales del Sur (NSW) estableció unilateralmente el Plan de Reducción de Gases de Efecto Invernadero de Nueva Gales del Sur para reducir las emisiones exigiendo a los generadores de electricidad y a los grandes consumidores que adquieran "Certificados de Reducción de Gases de Efecto Invernadero de Nueva Gales del Sur" (NGAC). Esto ha impulsado el despliegue gratuito de bombillas fluorescentes compactas de bajo consumo y otras medidas de eficiencia energética, financiadas por los créditos. Este plan ha sido criticado por el Centro de Mercados Energéticos y Medioambientales (CEEM) de la Universidad de Nueva Gales del Sur (UNSW) por su falta de eficacia en la reducción de emisiones, su falta de transparencia y su falta de verificación de la adicionalidad de la reducción de emisiones. 
Antes de las elecciones federales de 2007, tanto el gobierno en funciones Coalición de Howard como la oposición laborista de Rudd. prometieron implantar un régimen de comercio de derechos de emisión. Los laboristas ganaron las elecciones y el nuevo gobierno puso en marcha un régimen de comercio de derechos de emisión. El nuevo gobierno de Rudd introdujo el Plan de Reducción de la Contaminación por Carbono, que el Partido Liberal de Australia (ahora dirigido por Malcolm Turnbull) apoyó. Tony Abbott lo cuestionó, abogando por un "simple impuesto" como la mejor manera de reducir las emisiones. Poco antes de la votación sobre el carbono, Abbott derrotó a Turnbull en un desafío al liderazgo (1 de diciembre de 2009), y a partir de ahí los liberales se opusieron al sistema propuesto. Esto hizo que el gobierno laborista de Rudd fuera incapaz de conseguir la aprobación del proyecto de ley, que posteriormente fue retirado.
Julia Gillard derrotó a Rudd en un desafío por el liderazgo y se convirtió en primera ministra federal en junio de 2010. Prometió que no introduciría un impuesto sobre el carbono, pero que buscaría legislar un precio sobre el carbono al llevar el Gobierno a las elecciones de 2010. En el primer hung-parliament australiano de los últimos 70 años, el gobierno laborista de Gillard necesitó el apoyo de todos los partidos, incluidos los Verdes. Uno de los requisitos para el apoyo de los Verdes era la fijación de un precio del carbono, que Gillard aplicó al formar gobierno en minoría. Según el plan, un precio fijo del carbono daría paso a un RCDE de precio flotante en unos pocos años. El precio fijo se prestaba a ser calificado de "impuesto sobre el carbono", y cuando el Gobierno propuso el Clean Energy Bill en febrero de 2011, la oposición lo denunció como una promesa electoral incumplida.
La Cámara Baja aprobó el proyecto de ley en octubre de 2011 y el Cámara Alta en noviembre de 2011.  El Partido Liberal prometió derogar la ley si salía elegido. El proyecto de ley dio lugar así a la aprobación de la Ley de Energía Limpia, que poseía una gran flexibilidad en su diseño y, a la vez,  incertidumbre sobre su futuro.
El Gobierno de coalición Liberal/Nacional elegido en septiembre de 2013 prometió revertir la legislación climática del Gobierno anterior. En julio de 2014, se derogó el impuesto sobre el carbono -así como el Régimen de Comercio de Derechos de Emisión (RCDE) que iba a comenzar en 2015.

### Canadá
Las provincias canadienses de Quebec y Nueva Escocia aplican un régimen de comercio de derechos de emisión. Quebec vincula su programa con el estado estadounidense de California a través de la Western Climate Initiative.

### China
El sistema nacional chino de comercio de carbono es el más grande del mundo. Se trata de un sistema de comercio basado en la intensidad de las emisiones de dióxido de carbono de China, que empezó a funcionar en 2021. El diseño inicial del sistema apunta a un alcance de 3.500 millones de toneladas de emisiones de dióxido de carbono que provienen de 1.700 instalaciones. China ha asumido un compromiso voluntario en el marco de la CMNUCC de reducir el CO2 por unidad de PIB en un 40-45% en 2020 en comparación con los niveles de 2005. 
En noviembre de 2011, China aprobó pruebas piloto de comercio de carbono en siete provincias y ciudades: Pekín, Chongqing, Shanghái, Shenzhen, Tianjin, así como en las provincias de Guangdong y Hubei, con precios diferentes en cada región. El piloto pretende tantear el terreno y aportar valiosas lecciones para el diseño de un sistema nacional en un futuro próximo. Sus éxitos o fracasos tendrán, por tanto, implicaciones de largo alcance para el desarrollo del mercado de carbono en China en términos de confianza en un mercado nacional de comercio de carbono. Algunas de las regiones piloto pudieron empezar a comerciar ya en 2013/2014. Se espera que el comercio nacional comience en 2017 y, a más tardar, en 2020.
El esfuerzo por poner en marcha un sistema nacional de comercio de derechos de emisión se ha enfrentado a algunos problemas que han tardado más de lo previsto en resolverse, principalmente en el complicado proceso de recopilación inicial de datos para determinar el nivel base de emisión contaminante. Según el diseño inicial, habrá ocho sectores que se incluirán primero en el sistema de comercio: productos químicos, petroquímicos, hierro y acero, metales no ferrosos, materiales de construcción, papel, energía y aviación, pero muchas de las empresas implicadas carecían de datos coherentes. Por ello, a finales de 2017 se ha iniciado la asignación de cuotas de emisión, pero se ha limitado solo al sector energético y se irá ampliando gradualmente, aunque el funcionamiento del mercado aún no ha comenzado. En este sistema, se pedirá a las empresas que participen que cumplan un nivel objetivo de reducción y el nivel se contraerá gradualmente.

### Corea del Sur
El sistema nacional de comercio de emisiones de Corea del Sur se lanzó oficialmente el 1 de enero de 2015 y abarca a 525 entidades de 23 sectores. Con un límite de tres años de 1.868,7 mil millones de tCO2e (toneladas equivalente s de CO2, ahora constituye el segundo mercado de carbono más grande del mundo, después del RCDE de la UE. Esto equivale aproximadamente a dos tercios de las emisiones del país. El sistema de comercio de emisiones coreano es parte de los esfuerzos de la República de Corea para reducir las emisiones de gases de efecto invernadero en un 30% en comparación con el escenario habitual para 2020.

### Estados Unidos
La American Clean Energy and Security Act (H.R. 2454), un proyecto de ley de límites máximos y comercio (cap and trade) de gases de efecto invernadero, fue aprobada el 26 de junio de 2009 en la Cámara de Representantes por 219 votos a favor y 212 en contra. El proyecto de ley se originó en el Comité de Energía y Comercio de la Cámara. Fue presentado por los representantes Henry A. Waxman y Edward J. Markey. Las organizaciones de defensa política FreedomWorks y Americans for Prosperity, financiadas por los hermanos David y Charles Koch, de Koch Industries, animaron al movimiento Tea Party para enfocarles en derogar la legislación. Aunque el modelo "cap and trade" también se afianzó en el Senado gracias a los esfuerzos del republicano Lindsey Graham, el independiente y ex demócrata Joe Lieberman y el demócrata John Kerry, la legislación murió en el Senado.
El presupuesto federal de Estados Unidos para 2010 propuesto por el presidente Barack Obama quería apoyar el desarrollo de energías limpias con una inversión de 15.000 millones de dólares anuales durante 10 años, generados por la venta de créditos de emisiones de gases de efecto invernadero. Según el programa de límites máximos y comercio propuesto, todos los créditos de emisiones de gases de efecto invernadero se habrían subastado, generando unos ingresos adicionales estimados en 78.700 millones de dólares en el año fiscal 2012, que aumentarían progresivamente hasta alcanzar los 83.000 millones de dólares en el año fiscal 2019. La propuesta nunca llegó a convertirse en ley. Al no conseguir la aprobación del Congreso para un plan de este tipo, el presidente Barack Obama actuó a través de la Agencia de Protección Medioambiental de Estados Unidos (EPA) para intentar adoptar el Plan de Energía Limpia, que no incluye el comercio de emisiones. El plan fue posteriormente impugnado por la administración del presidente Donald Trump.
En 2021, el estado de Washington instituyó su propio sistema de comercio de derechos de emisión, que denominó "cap-and-invest". Los ingresos procedentes de la subasta de derechos de emisión de carbono se invierten directamente en programas destinados a hacer frente al cambio climático.
En Estados Unidos, la mayoría de las encuestas muestran un gran apoyo al comercio de derechos de emisión.

### India
El comercio de derechos comenzó en 2014, tras un periodo de implantación de tres años. Se trata de un régimen obligatorio de comercio de eficiencia energética que abarca ocho sectores responsables del 54% del consumo energético industrial de la India. India se ha comprometido a reducir entre un 20% y un 25% la intensidad de las emisiones en 2020 con respecto a los niveles de 2005 para. En virtud del plan, se asignarán objetivos anuales de eficiencia a las empresas. Se concederán permisos de ahorro de energía negociables en función de la cantidad de energía ahorrada durante un año determinado.

### Japón
Japón no tiene un régimen obligatorio de comercio de derechos de emisión. El Gobierno de 2010 (el Gabinete Hatoyama) había planeado introducir uno, pero el plan perdió impulso tras la dimisión de Hatoyama como primer ministro, debido en parte a la oposición industrial, y finalmente se archivó. Japón cuenta con un régimen voluntario. Además, la Prefectura de Kioto cuenta con un régimen voluntario de comercio de derechos de emisión.
No obstante, existen dos regímenes obligatorios regionales, en Tokio y en la prefectura de Saitama. La ciudad de Tokio consume tanta energía como "países enteros del norte de Europa, y su producción equivale al PNB del 16º país más grande del mundo". En abril de 2010 se puso en marcha un sistema de comercio de derechos de emisión de carbono con fijación previa de límites máximos que afecta a los 1.400 mayores emisores de Tokio y que aplica y supervisa el Gobierno Metropolitano de Tokio. La fase 1, similar al régimen voluntario de Japón, estuvo vigente hasta 2015.  Los emisores tenían que reducir sus emisiones un 6% o un 8% según el tipo de organización; a partir de 2011, los que superaran sus límites debían comprar derechos equivalentes, o invertir en certificados de energías renovables, o compensar créditos emitidos por empresas más pequeñas o sucursales. Los contaminadores que no cumplieran la normativa podrían ser multados con hasta 500.000 yenes más créditos por 1,3 veces el exceso de emisiones. En su cuarto año, las emisiones se redujeron un 23% en comparación con las del año año base. En la fase 2 (FY2015-FY2019), se esperaba que el objetivo aumentara hasta el 15-17%. El objetivo era reducir las emisiones de carbono de Tokio en un 25% con respecto a los niveles de 2000 para 2020.
Un año después de que Tokio pusiera en marcha su sistema de comercio de derechos de emisión con fijación previa de límites máximos, la vecina prefectura de Saitama lanzó un sistema muy similar. Ambos sistemas están relacionados entre sí.

### Nueva Zelanda
El Régimen de Comercio de Derechos de Emisión de Nueva Zelanda (NZ ETS, por sus siglas en inglés) es un régimen nacional de comercio de derechos de emisión para todos los gases de efecto invernadero, de cobertura parcial y sin tope, que incluye precios mínimos, compensación forestal, asignación gratuita y subasta de unidades de emisión.
El RCDE de Nueva Zelanda se legisló por primera vez en septiembre de 2008 con la Ley de respuesta al cambio climático de 2008, bajo el Quinto Gobierno laborista de Nueva Zelanda y posteriormente modificada en noviembre de 2009 y en noviembre de 2012 por el Quinto Gobierno Nacional de Nueva Zelanda.
El RCDE de Nueva Zelanda estuvo hasta 2015 muy vinculado a los mercados internacionales de carbono, ya que permitía la importación ilimitada de la mayoría de las unidades de emisión del Protocolo de Kioto. Existe una unidad de emisión nacional, la "unidad neozelandesa" (NZU), que se emitió inicialmente mediante asignación gratuita a los emisores hasta que comenzaron las subastas de unidades en 2020. La NZU equivale a 1 tonelada de dióxido de carbono. La asignación gratuita de unidades varía según los sectores. El sector de la pesca comercial (que no participa del acuerdo) recibió una única asignación gratuita de unidades sobre una base histórica. Los propietarios de bosques anteriores a 1990 recibieron una asignación gratuita fija de unidades. La asignación gratuita a la industria intensiva en emisiones, se proporciona en función de la intensidad de la producción. Para este sector, no existe un límite establecido sobre el número de unidades que pueden asignarse. El número de unidades asignadas a los emisores elegibles se basa en las emisiones medias por unidad de producción dentro de una "actividad" definida. Bertram y Terry (2010, p 16) afirman que, dado que el RCDE no "limita" las emisiones, no se trata de un régimen de comercio de derechos de emisión tal y como se entiende en la literatura económica. 
Algunas partes interesadas han criticado el Régimen de Comercio de Derechos de Emisión de Nueva Zelanda por sus generosas asignaciones gratuitas de unidades de emisión y la falta de una señal de precio del carbono (el Comisario Parlamentario de Medio Ambiente), y por ser ineficaz para reducir las emisiones (Greenpeace Aotearoa Nueva Zelanda). 
El RCDE de Nueva Zelanda ha sido revisado y modificado en numerosas ocasiones: primero en noviembre de 2009 y después a finales de 2011 y hasta 2012 por un grupo de expertos independientes. Una revisión del Gobierno de 2016 concluyó que el RCCDE de Nueva Zelanda solo había provocado reducciones mínimas de las emisiones netas.

### Unión Europea

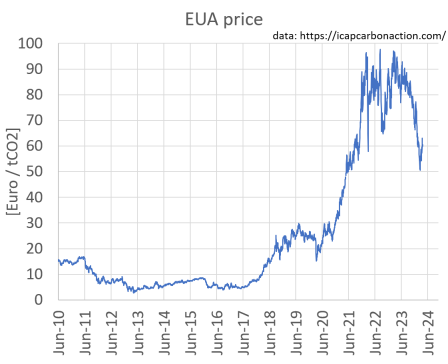
Precio del CO_{2} en el Régimen de Comercio de Derechos de Emisión de la UE

El régimen de comercio de derechos de emisión de la Unión Europea (RCDE UE, o EU-ETS por sus siglas en inglés) es el régimen multilateral de comercio de emisiones de gases de efecto invernadero más grande del mundo y un pilar principal de la política climática y medioambiental de la Unión Europea.
Bajo este régimen, cada Estado Miembro tiene un Plan Nacional de Asignación (o PNA) de Derechos de Emisión que específica una cesta de emisiones de gases de efecto invernadero para centrales eléctricas individuales y otras fuentes puntuales importantes. Cada establecimiento tiene una cantidad de "derechos" o permisos de emisión para un periodo particular (ej. 2005-2007). Para cumplir con el Plan, cada instalación puede tanto reducir sus emisiones o comprar derechos de establecimientos con un exceso de permisos. Progresivamente se prevén limitaciones más estrictas para cada nuevo periodo, que fuerza una reducción en el total de emisiones.
El RCDE-UE cubre alrededor del 45% de las emisiones de gases de efecto invernadero de la UE.
A partir de 2027, el transporte por carretera y los edificios e instalaciones industriales, que quedaron fuera del RCCDE UE, estarán cubiertos por un nuevo RCDE2 UE. Los derechos de emisiones del "antiguo" RCDE y del nuevo RCDE2 se negociarán de forma independiente. Una de las principales diferencias con respecto al RCDE es que el nuevo esquema cubrirá las emisiones de CO2 en la fase previa, es decir, los proveedores de combustible acreditados que comercialicen combustible en el mercado de la UE estarán obligados a cubrir ese combustible con derechos de emisión RCDE2. El RCDE2 cubre alrededor del 40% de las emisiones de gases de efecto invernadero de la UE.
El régimen se ha dividido en cuatro "periodos de comercio". El primer período de comercio del RCDE duró tres años, de enero de 2005 a diciembre de 2007. El segundo período de comercio fue de enero de 2008 a diciembre de 2012, coincidiendo con el primer período de compromiso del Protocolo de Kioto. El tercer período de comercio duró desde enero de 2013 hasta diciembre de 2020. En comparación con 2005, cuando se implementó por primera vez el RCDE UE, los límites propuestos para 2020 representan una reducción del 21% de los gases de efecto invernadero. Este objetivo se alcanzó seis años antes, ya que las emisiones en el ETS cayeron a 1.812 millones de toneladas en 2014.
La cuarta fase comenzó en enero de 2021 y se prolongará hasta diciembre de 2030. Las reducciones de emisiones que deben lograrse durante este período no están claras a partir de noviembre de 2021, ya que el Acuerdo Verde Europeo requiere un endurecimiento del actual objetivo de reducción del RCCDE para 2030 del -43% con respecto a 2005. La EU Commission propone, en su paquete "Fit for 55", aumentar el objetivo de reducción del RCDE para 2030 a un -61% respecto a 2005.
.